# Sezam indyjski
Sezam indyjski (Sesamum indicum L.), znany także jako sezam wschodni, kunżut, łogowa wschodnia – gatunek jednorocznej rośliny oleistej z rodziny połapkowatych (Pedaliaceae), (sezamowatych). Występuje tylko w uprawie.

## Morfologia

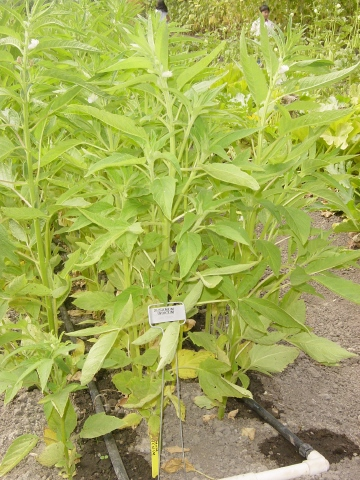
Pokrój

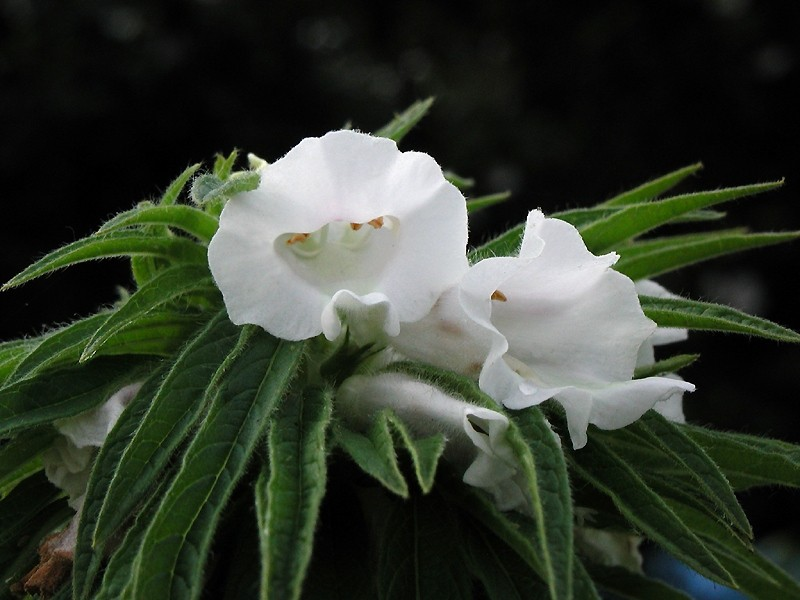
Kwiaty

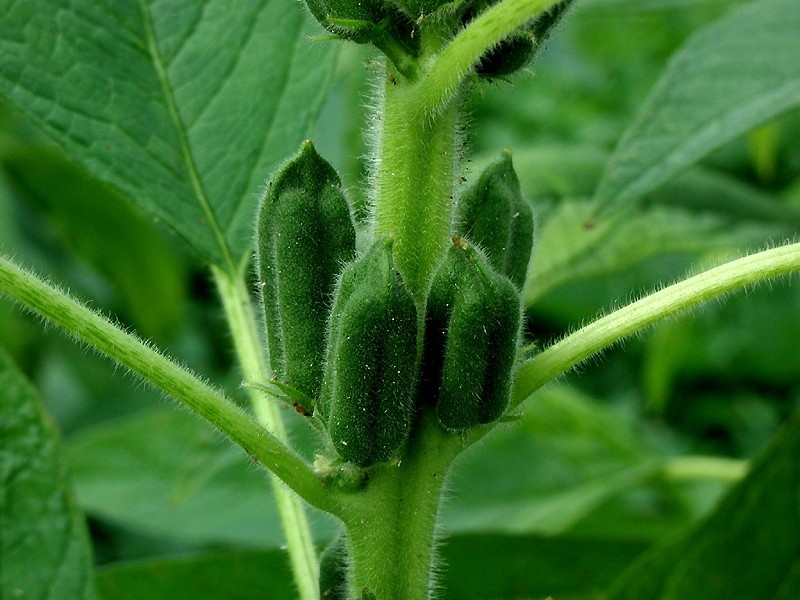
Owoce

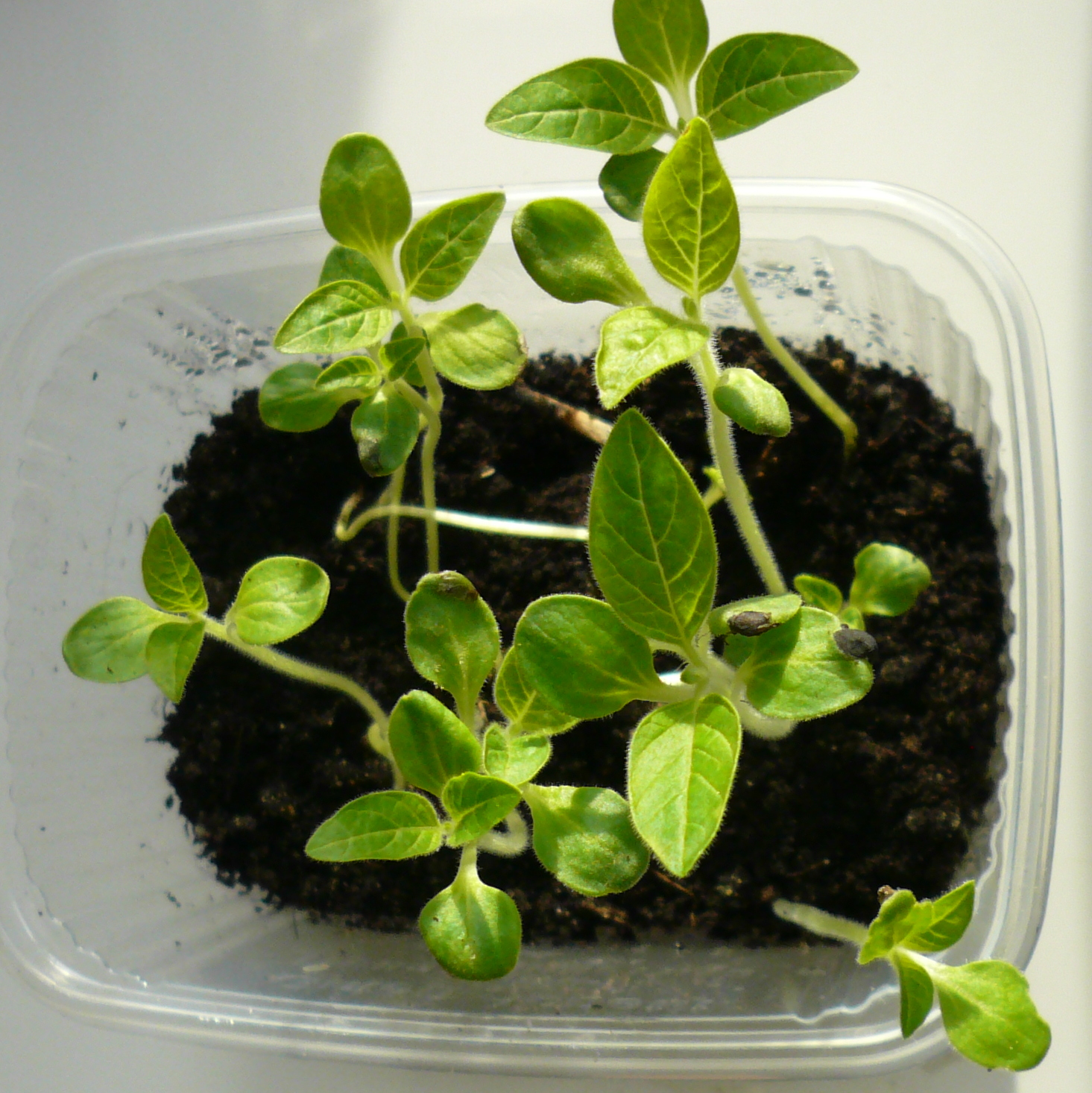
Siewki

ŁodygaWzniesiona, rozgałęziona dorastająca do 1,5 m, kanciasta, u niektórych form skłonna do fascjacji (staśmienia pędów), pokryta gruczołkowatymi włoskami.
LiścieDolne, ogonkowe +/- okrągłe. Środkowe, duże, ząbkowane, szerokolancetowate, na długich ogonkach. Górne liście krótkoogonkowe, wąskolancetowate, całobrzegie.
KwiatySamopylne, duże, do 3 cm długości, osadzone na krótkich szypułkach, białe lub fioletowe z czerwonymi plamami, osadzone po 1-3 rzadziej po 5 w kątach liści. Mają cztery pręciki i jeden prątniczek (staminodium), formy staśmione łącznie mają 10 pręcików i prątniczek. Korona jest silnie omszona, grzbiecista (grzbiecista), z pięciu zrośniętych płatków. Korona opada wieczorem w dniu rozwinięcia się kwiatu.
OwoceTorebki 4-, 6- lub 8-kanciaste, zielone, silnie omszone, po dojrzeniu pękające wzdłuż nerwów owocolistków. Torebka zawiera ok. 80 nasion. Nasiona płaskie, matowe o zmiennej barwie od białej (najbardziej cenione) do prawie czarnych, zawierające ok. 50% tłuszczu. MTN średnio wynosi 3,3 g. Plon nasion dochodzi do 1 t z hektara.

## Zastosowanie
- Roślina uprawna: głównymi producentami sezamu są Indie i Chiny. W dalszej kolejności plasują się: Meksyk, Gwatemala i inne kraje Ameryki Środkowej oraz Sudan.
- Medycyna: Nasiona sezamu indyjskiego zawierają sporo nienasyconych kwasów tłuszczowych: oleinowego oraz linolowego. Nasiona są bogatym źródłem mikro i makroelementów. Posiadają znaczne ilości niacyny.

| Aminokwasy |
| --- |
| (w 100 g) |
| - izoleucyna - 1050 mg - leucyna - 1737 mg - lizyna - 715 mg - metionina – 715 mg - cystyna - 295 mg - fenyloalanina - 1192 mg - tyrozyna - 811 mg - treonina - 1021 mg - tryptofan - 325 mg - walina - 1259 mg - arginina - 2473 mg - histydyna - 553 mg - alanina - 1270 mg - kwas asparaginowy - 1537 mg - kwas glutaminowy - 4200 mg - glicyna - 1660 mg - prolina - 1270 mg - seryna - 1116 mg |

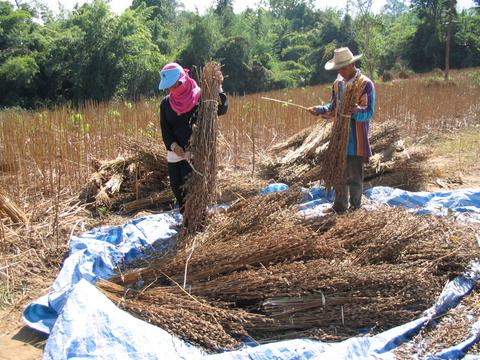
Zbiory

- Sztuka kulinarna: z nasion otrzymuje się jadalny olej sezamowy, który jest tłoczony na zimno. Ma jasnożółtą barwę i jest bezwonny. Jest on surowcem do produkcji margaryny. W cukiernictwie służy do wyrobu chałwy i ciastek – sezamków. Piekarnie wykorzystują ziarno sezamowe do posypywania pieczywa dla smaku czy aromatu. Pozostałe po tłoczeniu makuchy zawierają łatwo przyswajalne składniki i są szeroko wykorzystywane w kuchni orientalnej, ponadto stanowią doskonałą paszę treściwą dla wszystkich zwierząt gospodarczych.
- W kosmetyce wykorzystuje się olej ekstrahowany lub z drugiego tłoczenia służący m.in. do wyrobu wysokogatunkowych mydeł. Z kwiatów  sezamu otrzymuje się olejek eteryczny, wykorzystywany w przemyśle perfumeryjnym. Indyjska medycyna ludowa liście moczone w occie wykorzystuje w leczeniu świerzbu. Olej sezamowy łagodzi dolegliwości skórne, wzmacnia włosy i paznokcie, zmiękcza i nawilża skórę.[6]